# Maria Regina (Berlin-Gesundbrunnen)
Die profanierte, ehemals katholische Klosterkirche Maria Regina (ⓘ) steht in der Residenzstraße 90–92 des Ortsteils Gesundbrunnen des Bezirks Mitte. Sie wurde von dem Wiesbadener Architekten Paul Johannbroer entworfen.

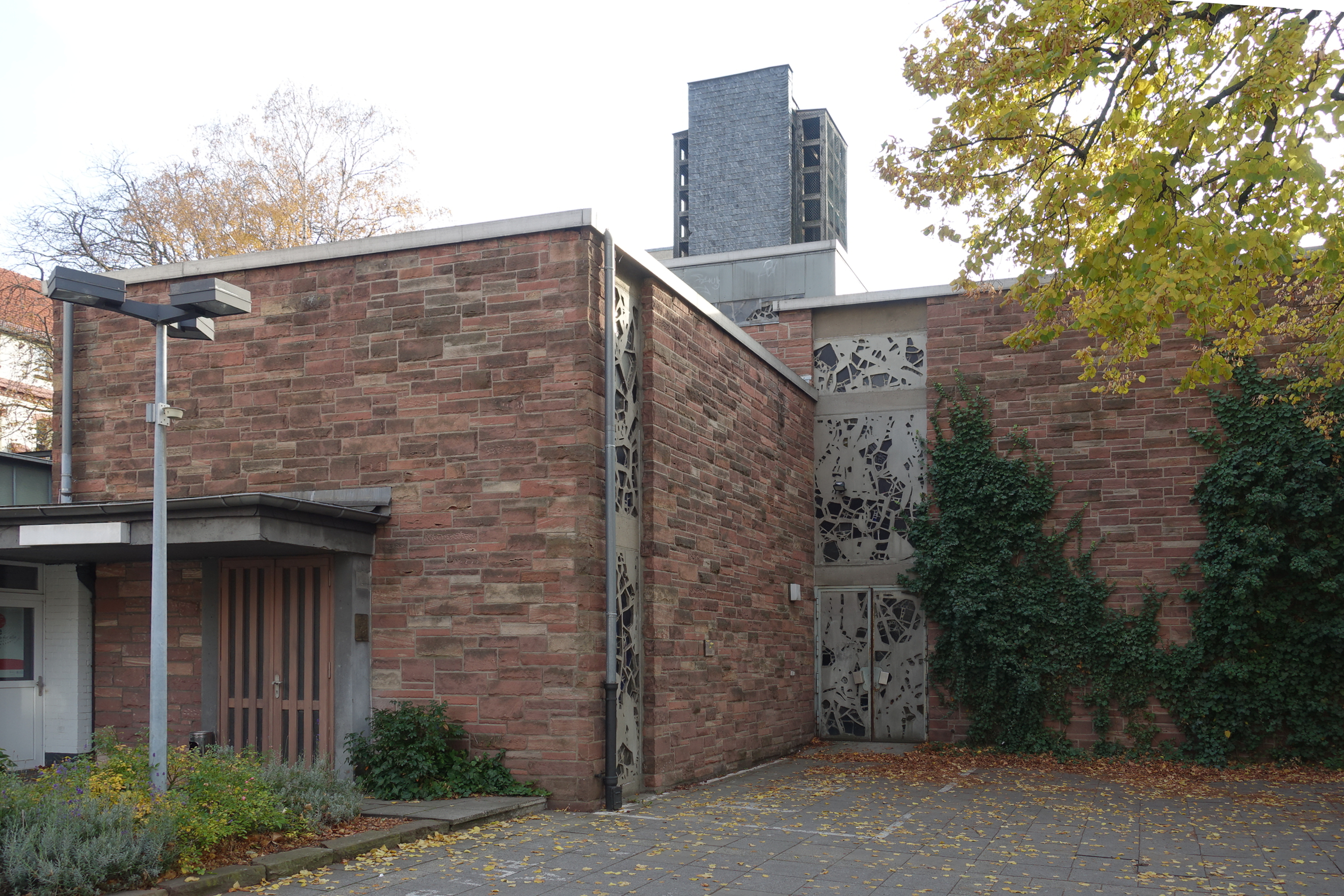
Klosterkirche Maria Regina

## Geschichte
Aufgrund der Enge im Charlottenburger Kloster vom Guten Hirten eröffneten die Schwestern vom Guten Hirten im April 1887 im damaligen  Weddinger Abschnitt der Residenzstraße eine weitere Niederlassung. Die neugotische Vorgängerkirche wurde im Zweiten Weltkrieg zerstört. 1964 entstand ein Neubau. 1983 wurde das Kloster aufgehoben und seither wird es durch die Caritas genutzt. Sie betreibt dort eine stationäre Kinder- und Jugendeinrichtung. Die Kirche dient als Lagerraum.

## Baukörper
Bei dem Zentralbau mit dem Grundriss eines griechischen Kreuzes gruppieren sich vier kubische Baukörper um einen höheren in der Mitte, die sich scheinbar durchdringen. Sie sind in Skelettbauweise aus Stahlbeton ausgeführt, das mit Mauerwerk verfüllt und mit  Sandstein verblendet ist. Bedeckt sind sie mit Flachdächern. Aus dem mittleren Baukörper wächst der Glockenturm heraus. Die Wände sind spärlich durch vertikale Fenster aus Betonglas gegliedert.

## Glockenturm
Im Glockenturm hängen drei Glocken aus Bronze, die 1965 von Friedrich Wilhelm Schilling gegossen wurden.
| Gewicht (kg) | Durchmesser (cm) | Höhe (cm) | Krone (cm) | Inschrift                                   |
| ------------ | ---------------- | --------- | ---------- | ------------------------------------------- |
| 120          | 60               | 49        | 15         | KÖNIGIN DES FRIEDENS – BITTE FÜR UNS        |
| 59           | 48               | 36        | 11         | HEILIGER JOSEF – SORGE                      |
| 32           | 38               | 30        | 7          | HEILIGE MARIA EUPHRASIA – FORDERE DEIN WERK |